# Selecționata de fotbal a Laponiei
Selecționata de fotbal a Laponiei reprezintă Laponia și etnia Sami. Nu este afiliată la FIFA sau AFC, ci doar la N.F.-Board din 2003. A participat la toate cele trei Cupe Mondiale VIVA în edițiile din 2006, 2009 și 2010 și a câștigat ediția inaugurală.

## Participări

#### Cupa Mondială VIVA
| An    | Rundă               | Loc     | M  | V | E | Î | GM | GP |
| ----- | ------------------- | ------- | -- | - | - | - | -- | -- |
| 2006  | Campioni            | 1       | 3  | 3 | 0 | 0 | 41 | 1  |
| 2008  | meci pentru locul 3 | 3       | 5  | 2 | 1 | 2 | 9  | 8  |
| 2009  | meci pentru locul 3 | 3       | 4  | 1 | 1 | 2 | 12 | 12 |
| Total | 3/3                 | 1 titlu | 12 | 6 | 2 | 4 | 62 | 21 |

## Meciuri selectate
| Dată        | Competiție                                  |       | Adversar            | Score          |
| ----------- | ------------------------------------------- | ----- | ------------------- | -------------- |
| 26-06-2009  | 2009 Cupa Mondială VIVA – Padania           | Sápmi | Provence            | 4 – 4 (5–4 pk) |
| 25-06-2009  | 2009 Cupa Mondială VIVA – Padania           | Sápmi | Padania             | 0–4            |
| 24-06-2009  | 2009 Cupa Mondială VIVA – Padania           | Sápmi | Gozo                | 7–2            |
| 23-06-2009  | 2009 Cupa Mondială VIVA – Padania           | Sápmi | Provence            | 1–2            |
| 13-07-2008  | 2008 Cupa Mondială VIVA – Sápmi             | Sápmi | Kurdistanul Irakian | 3–1            |
| 12-07-2008  | 2008 Cupa Mondială VIVA – Sápmi             | Sápmi | Provence            | 4–2            |
| 11-07-2008  | 2008 Cupa Mondială VIVA – Sápmi             | Sápmi | Padania             | 0–2            |
| 09-07-2008  | 2008 Cupa Mondială VIVA – Sápmi             | Sápmi | Asirieni            | 0–1            |
| 07-07-2008  | 2008 Cupa Mondială VIVA – Sápmi             | Sápmi | Kurdistanul Irakian | 2–2            |
| noi 24 2006 | 2006 Cupa Mondială VIVA – Occitania         | Sápmi | Monaco              | 21–1           |
| noi 23 2006 | 2006 Cupa Mondială VIVA – Occitania         | Sápmi | Monaco              | 14–0           |
| noi 20 2006 | 2006 Cupa Mondială VIVA – Occitania         | Sápmi | Occitania           | 7–0            |
| noi 4 2005  | KTFF 50th Anniversary Cup – Northern Cyprus | Sápmi | Ciprul de Nord      | 2–6            |
| 3 noi 2005  | KTFF 50th Anniversary Cup – Northern Cyprus | Sápmi | Kosovo              | 1–4            |
| iul 28 2004 | Sápmi                                       | Sápmi | Ciprul de Nord      | 1–1            |
| iul 4 2001  | Danemarca                                   | Sápmi | Groenlanda          | 5–1            |
| aug 7 1998  | Suedia                                      | Sápmi | Estonia             | 0–0            |
| iul 1992    | Estonia                                     | Sápmi | Estonia             | 1–2            |
| iun 1991    | Sápmi                                       | Sápmi | Estonia             | 2–1            |
| oct 1990    | Estonia                                     | Sápmi | Estonia             | 0–2            |
| iun 1987    | Åland                                       | Sápmi | Insulele Åland      | 0–1            |
| iun 1986    | Sápmi                                       | Sápmi | Insulele Åland      | 2–0            |
| iun 1985    | Åland                                       | Sápmi | Insulele Åland      | 2–4            |

## Lotul actual
| Nr. | Poz. | Jucător                    | Data nașterii (vârsta) | Selecții | Goluri | Club             |
| --- | ---- | -------------------------- | ---------------------- | -------- | ------ | ---------------- |
| 1   | P    | Kjetil Thomasen            | 11 noiembrie 1989      | -        | -      | Alta IF          |
| 12  | P    | Jann Johannesen            | 6 ianuarie 1981        | -        | -      | IF Skarp         |
| 2   | F    | Mikkel Ole Eira            | 12 februarie 1982      | -        | -      | Kautokeino IL    |
| 3   | F    | Ole Christian Stamnes      | 5 august 1984          | -        | -      | Bossekop UL      |
| 4   | F    | Pär Jon Huuva              |                        | -        | -      | Kiruna FF        |
| 5   | F    | Erik Sandvärn              | 4 septembrie 1975      | 6        | 0      | Umeå FC          |
| 6   | F    | Tom Karlsen                | 1 ianuarie 1976        | -        | -      | IF Skarp         |
| 7   | F    | Øyvind Nilsen              | 11 iunie 1988          | -        | -      | Skjervøy IK      |
| 8   | M    | Nils Johan Labba           |                        | -        | -      | Kiruna FF        |
| 9   | M    | Fredrik Fjallstrom-Vinka   |                        | -        | -      | Robertsfors IK   |
| 10  | M    | Tor Martin Mienna          | 9 aprilie 1990         | -        | -      | Nordreisa IL     |
| 11  | M    | Rune Brekke                | 1978                   | -        | -      | Ullern IF        |
| 13  | M    | Nils Mikal Hansen          | 31 iulie 1988          | -        | -      | IL Nordlys       |
| 14  | M    | Mikal Eira                 | 6 ianuarie 1985        | -        | -      | Kautokeino IL    |
| 15  | M    | Kim Fredrik Johansen       | 8 aprilie 1986         | -        | -      | Skjervøy IK      |
| 16  | M    | Mikael Stangnes            | 12 iulie 1986          | -        | -      | Skjervøy IK      |
| 17  | M    | Niilas Iwar Juliussen-Eira | 3 februarie 1984       | -        | -      | FK Mjølner       |
| 18  | M    | Jon Andreas Eira           | 24 decembrie 1987      | -        | -      | IL Nordlys       |
| 19  | A    | Morten Lund                | 19 martie 1982         | -        | -      | IF Skarp         |
| 20  | A    | Matti Eira                 | 31 octombrie 1986      | 6        | 0      | Bossekop UL      |
| 21  | A    | Johan Anders Logje         | 17 martie 1983         | -        | -      | Kautokeino IL    |
| 22  | A    | Steffen Dreyer             | 12 mai 1986            | -        | -      | Lyngen/Karnes IL |

### Recent selecționați
| Nr. | Poz. | Jucător             | Data nașterii (vârsta) | Selecții | Goluri | Club                     |
| --- | ---- | ------------------- | ---------------------- | -------- | ------ | ------------------------ |
| NA  | P    | Tore Eilertsen      | 3 noiembrie 1971       | 3        | 0      | Hammerfest FK            |
| NA  | P    | Anders Granstad     | 14 octombrie 1980      | 3        | 0      | Drøbak/Frogn IL          |
| NA  | F    | Leif-Arne Brekke    | 12 March 1977          | 5        | 1      | Drøbak/Frogn IL          |
| NA  | F    | Jonas Johansen      | 22 March 1985          | 6        | 6      | Tromsdalen UIL           |
| NA  | F    | Jonas Kuorak        | 18 November 1974       | 4        | 0      | Gällivare Malmbergets FF |
| NA  | F    | Torkil Nilssen      | Unknown                | 3        | 3      | Harstad IL               |
| NA  | F    | Roy Arild Rasmussen | 12 January 1981        | 3        | 0      | Alta IF                  |
| NA  | M    | Magnus Andersen     | 28 May 1986            | 3        | 1      | Alta IF                  |
| NA  | M    | Tom Høgli           | 24 February 1984       | 3        | 6      | Tromsø IL                |
| NA  | M    | Espen Minde         | 16 mai 1983            | 6        | 1      | Tromsdalen UIL           |
| NA  | M    | Olav Råstad         | 2 February 1979        | 3        | 3      | Steinkjer FK             |
| NA  | A    | Espen Bruer         | Unknown                | 3        | 4      | Kirkenes IF              |
| NA  | A    | Eirik Lamøy         | 7 November 1984        | 6        | 6      | Sandefjord Fotball       |
| NA  | A    | Steffen Nystrøm     | 1 July 1984            | 3        | 6      | Strømsgodset IF          |